# Hrvatska izvještajna novinska agencija
Hrvatska izvještajna novinska agencija (HINA) – agencja prasowa funkcjonująca w Chorwacji. Została założona w 1990 roku. 